# Un cane di nome Wolf
Un cane di nome Wolf (Woof!) è una serie televisiva britannica in 68 episodi trasmessi per la prima volta nel corso di 9 stagioni dal 1989 al 1997.
È una serie d'avventura per ragazzi incentrata sulle vicende di un ragazzo, Eric Banks, che si trasforma in un cane quando si gratta il naso. È basata sul romanzo Woof! di Allan Ahlberg.

## Personaggi e interpreti
- Mrs. Jessop (63 episodi, 1989-1997), interpretata da Liza Goddard.
- Eric Banks (28 episodi, 1989-1993), interpretato da Edward Fidoe.
- Mr Thomas (24 episodi, 1993-1995), interpretato da Owen Brenman.
- Michael Tully (23 episodi, 1993-1997), interpretato da Monty Allan.
- Rachel Hobbs (15 episodi, 1991-1993), interpretata da Sarah Smart.
- Mrs Banks (13 episodi, 1989-1992), interpretata da Lizzie Mickery.
- Mr Banks (13 episodi, 1989-1992), interpretato da John Bowler.
- Roy Ackerman (12 episodi, 1989-1992), interpretato da Thomas Aldwinckle.
- Mr Blocker (11 episodi, 1989-1993), interpretato da John Ringham.
- Nonno (10 episodi, 1993), interpretato da Lionel Jeffries.
- Mr Walters (9 episodi, 1989-1997), interpretato da Michael Troughton.
- Carrie Howard (7 episodi, 1997), interpretata da Faye Jackson.
- Brian Barford (7 episodi, 1997), interpretato da Jack Allen.

## Produzione
La serie fu prodotta da Central Independent Television e girata nel Nottinghamshire in Inghilterra. Le musiche furono composte da Paul Lewis.

### Registi
Tra i registi sono accreditati:
- David Cobham in 60 episodi (1989-1997)

### Sceneggiatori
Tra gli sceneggiatori sono accreditati:
- Allan Ahlberg in 54 episodi (1989-1995)
- Richard Fegen in 44 episodi (1989-1997)
- Andrew Norriss in 23 episodi (1989-1997)
- Graham Alborough in 8 episodi (1993-1995)

## Distribuzione
La serie fu trasmessa nel Regno Unito dal 18 febbraio 1989 al 19 febbraio 1997 sulla rete televisiva ITV. In Italia è stata trasmessa con il titolo Un cane di nome Wolf. È stata distribuita anche in Francia dall'11 settembre 1991.

## Episodi
| Stagione         | Episodi | Prima TV Regno Unito | Prima TV Italia |
| ---------------- | ------- | -------------------- | --------------- |
| Prima stagione   | 4       | 1989                 |                 |
| Seconda stagione | 7       | 1989-1990            |                 |
| Terza stagione   | 8       | 1991                 |                 |
| Quarta stagione  | 7       | 1992                 |                 |
| Quinta stagione  | 6       | 1992                 |                 |
| Sesta stagione   | 10      | 1993                 |                 |
| Settima stagione | 10      | 1994                 |                 |
| Ottava stagione  | 10      | 1995                 |                 |
| Nona stagione    | 7       | 1997                 |                 |